# Rameau alvéolaire supérieur et médian
Le rameau alvéolaire supérieur et médian (ou nerf dentaire moyen) est une branche inconstante du nerf infra-orbitaire.
Il rejoint le plexus dentaire supérieur à travers un canal de la paroi antéro-latérale du sinus maxillaire.
Il innerve  les prémolaires maxillaires et la racine mésiobuccale de la première molaire maxillaire.
Dans 72 % des cas, il est inexistant et c'est les  rameaux alvéolaires supérieurs et antérieurs qui innervent les prémolaires et les rameaux alvéolaires supérieurs et postérieurs qui innervent l'ensemble des molaires, y compris la racine mésiobuccale de la première molaire.